# Denisa Hindová
Denisa Hindová (* 17. Juli 2002) ist eine tschechische Tennisspielerin.

## Karriere
Hindová spielt bislang vor allem Turnier der ITF Women’s World Tennis Tour, wo sie bislang einen Titel im Einzel und zehn im Doppel gewinnen konnte. Im April 2024 gewann sie ihren ersten Titel im Einzel bei einem ITF-Turnier.
In der tschechischen Liga spielt sie seit 2013 für den ČLTK Praha.

## Turniersiege

### Einzel
| Nr. | Datum          | Turnier | Kategorie | Belag | Finalgegnerin   | Ergebnis        |
| --- | -------------- | ------- | --------- | ----- | --------------- | --------------- |
| 1.  | 21. April 2024 | Antalya | ITF W15   | Sand  | Chantal Sauvant | 6:2, 6:73, 7:65 |

### Doppel
| Nr. | Datum           | Turnier     | Kategorie | Belag | Partnerin         | Finalgegnerinnen                         | Ergebnis         |
| --- | --------------- | ----------- | --------- | ----- | ----------------- | ---------------------------------------- | ---------------- |
| 1.  | 13. August 2022 | Radom       | ITF W25   | Sand  | Karolína Kubáňová | Funa Kozaki İlay Yörük                   | 6:1, 6:2         |
| 2.  | 25. März 2023   | Antalya     | ITF W15   | Sand  | Nika Radišić      | Başak Eraydın Yukina Saigō               | 7:66, 6:3        |
| 3.  | 19. Mai 2023    | Feld am See | ITF W25   | Sand  | Chiara Scholl     | Sofia Costoulas Kayla Cross              | 6:2, 6:0         |
| 4.  | 16. März 2024   | Antalya     | ITF W15   | Sand  | Vittoria Modesti  | Dia Ewtimowa İlay Yörük                  | 7:5, 6:3         |
| 5.  | 31. Mai 2024    | Bol         | ITF W15   | Sand  | Aneta Laboutková  | Marie Mettraux Stéphanie Judith Visscher | 6:3, 6:4         |
| 6.  | 8. Juni 2024    | Banja Luka  | ITF W15   | Sand  | Vittoria Modesti  | Marie Mettraux Doğa Türkmen              | 6:2, 3:6, [10:7] |
| 7.  | 3. August 2024  | Køge        | ITF W35   | Sand  | Karolína Kubáňová | Oana Gavrilă Haley Giavara               | 6:3, 6:2         |
| 8.  | 15. März 2025   | Antalya     | ITF W15   | Sand  | Daria Kuczer      | Ilinca Amariei Chantal Sauvant           | 6:1, 7:5         |
| 9.  | 10. Mai 2025    | Prag        | ITF W75   | Sand  | Jasmijn Gimbrère  | Aneta Kučmová Sapfo Sakellaridi          | 7:65, 7:5        |
| 10. | 31. Mai 2025    | Otočec      | ITF W50   | Sand  | Kristina Novak    | Carolyn Ansari Mana Kawamura             | 6:3, 3:6, [10:8] |